# Râul Crișul Băiței
Râul Crișul Băiței este unul din cele două brațe care formează râul Crișul Negru.  

## Hărți
- Harta Munții Bihor
- Harta munții Apuseni